# Bellanca Aircruiser
Pour les articles homonymes, voir Bellanca.
Dimensions
Les Bellanca Aircruiser et Airbus sont des avions monomoteurs à aile haute, produits par la Bellanca Aircraft Corporation dans les années 1930, servants au transport de passagers et de fret. Ils étaient disponibles avec des roues, des flotteurs ou bien des skis. Ils étaient désignés C-27 par l'USAAC comme avion de transport militaire. Ils sont propulsés par un moteur Wright Cyclone ou bien Pratt & Whitney Hornet. 

## Historique
Le premier Bellanca Airbus fut conçu en 1930 et nommé P-100. D'une conception efficace, il était capable d'emporter 12 à 14 passagers suivant la configuration intérieur de la cabine, puis 15 passagers pour les dernières versions. En 1931, le pilote d'essai George Haldeman vola avec le P-100 sur une distance de 4 400 miles en 35 heures. Même s'il était efficient le premier Airbus ne se vendit pas très bien à cause de son moteur refroidis par eau.
Le modèle suivant, le P-200 Airbus, était propulsé par un moteur refroidi par air plus gros et plus fiable. Une version (P-200-A) était équipé de flotteurs et était utilisé par le service des ferrys de New York City, volant entre Wall Street et l'East River. D'autres versions incluaient le P-200 Deluxe model, avec un intérieur personnalisé accueillant neuf passagers. Le P-300 était conçu pour emporter 15 passagers. Le modèle final, le "Aircruiser," était l'avion le plus efficace de son époque. Avec un moteur en étoile compressé refroidi par air Wright Cyclone de 715 ch, le Aircruiser pouvait porter une charge utile supérieure à son poids vide. Au milieu des années 1930, le Aircruiser pouvait emporter 4 000 livres de charge utile à une vitesse entre 230 et 250 km/h, une performance que les multi-moteurs Fokker et Ford Trimotor ne pouvaient atteindre.
En 1934, les autorités fédérales américaines interdirent les avions de transports monomoteurs sur les lignes aériennes américaines, ce qui fit disparaitre la demande pour le Aircruiser. Mais ses capacités d'emport étaient toujours appréciées au Canada. Quelques "Flying Ws", comme ils étaient souvent appelés au Canada, furent utilisés pour les mines du nord, transportant du minerai, de l'équipement et occasionnellement des passagers jusque dans les années 1970.

## Variantes

### Airbus
P-100 Airbus
Monoplan 14 places propulsé par un moteur Curtiss Conqueror de 600 ch, un seul construit, plus tard convertis en P-200.
P-200 Airbus
Monoplan 12 places, neuf construits et un convertis.
P-300 Airbus
Monoplan 15 places propulsé par un moteur Wright Cyclone.
Y1C-27
Désignation de l'USAAC pour quatre P-200 Airbus propulsé par un moteur Pratt & Whitney R-1860 Hornet B de 550 ch. Tous convertis ensuite en C-27C.
C-27A Airbus
Version de production du Y1C-27 propulsé par un moteur Pratt & Whitney R-1860 Hornet B de 650 ch. Dix produits, dont un plus tard converti en C-27B et le reste converti en C-27C.
C-27B Airbus
Un C-27A re-motorisé avec un moteur R-1820-17 de 675 ch.
C-27C Airbus
Quatre Y1C-27 et neuf C-27A re-motorisés avec un moteur R-1820-25 de 750 ch.

### Aircruiser

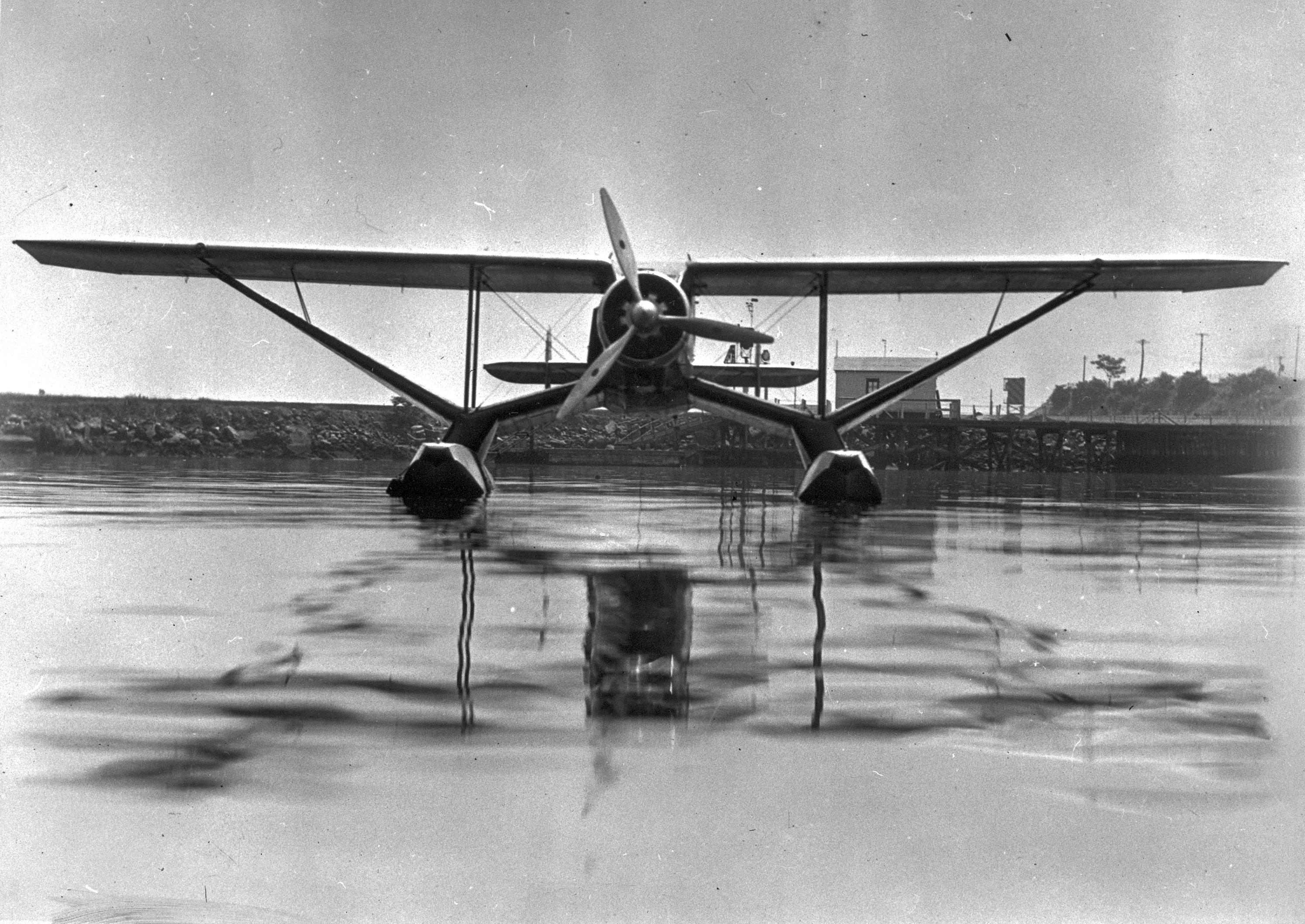

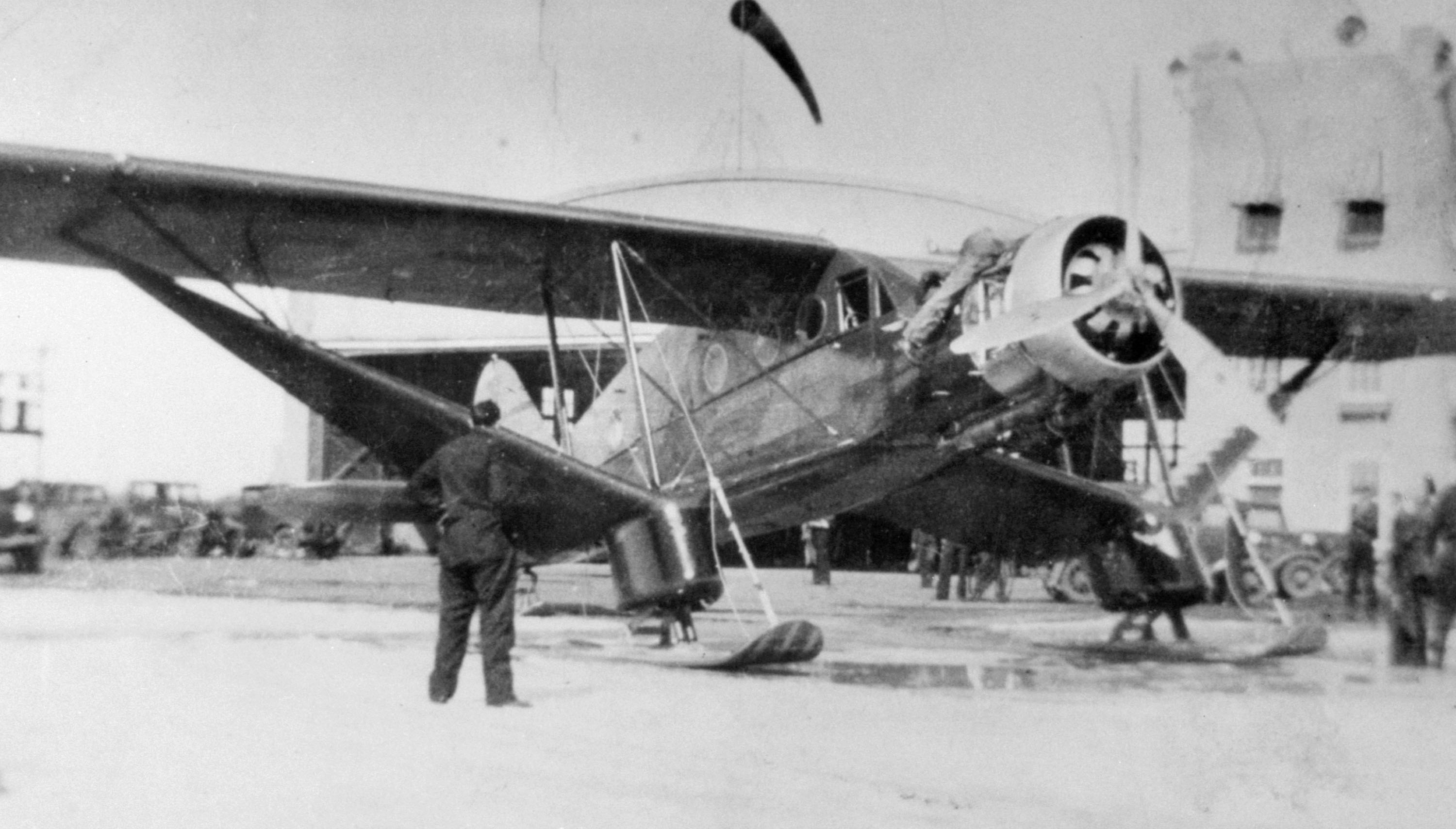
Le Bellanca Aircruiser connu sous le nom d'Eldorado Radium Silver Express

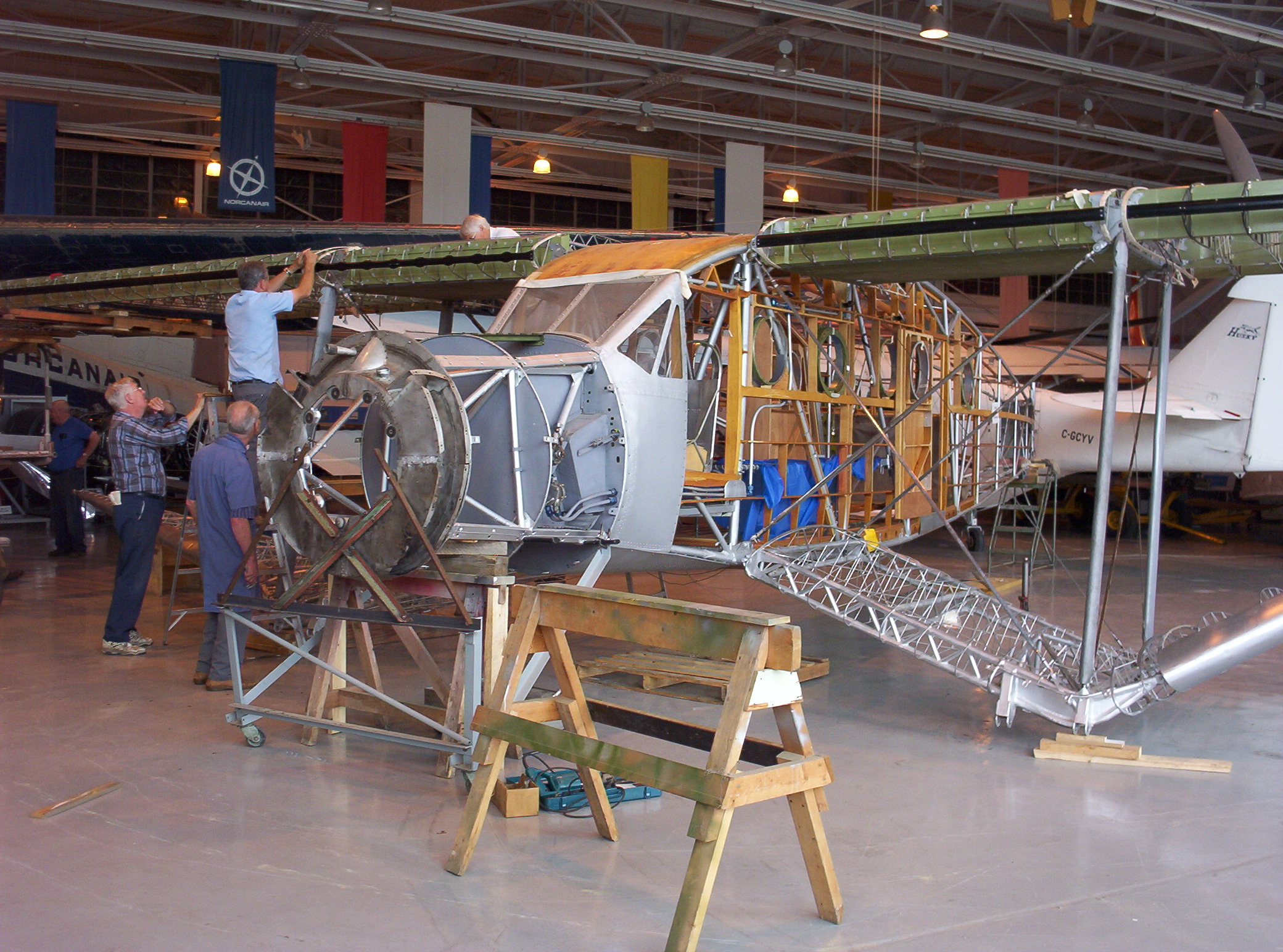
Eldorado Radium Silver Express en restauration

Aircruiser 66-67
P-200 avec une structure améliorée et un moteur SR-1820 Cyclone de 675.
Aircruiser 66-70
Un Aircruiser avec un moteur Wright SGR-1820 Cyclone de 710 ch. Cinq construits - exportés au Canada.
Aircruiser 66-75
Un Aircruiser avec un moteur Wright Cyclone de 730 ch. Trois construits.
Aircruiser 66-76

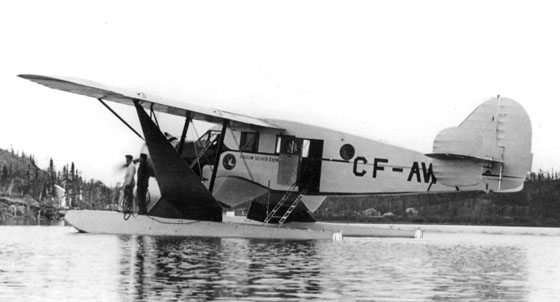
Eldorado Radium Silver Express sur flotteurs

Une version cargo du Aircruiser avec un moteur Wright Cyclone de 600 ch.
Aircruiser 66-80
Un Aircruiser avec un moteur Wright Cyclone de 850 ch.

## Opérateurs
Canada
- Canadian Pacific Airlines (Aircruiser)
- Central Northern Airways (Aircruiser)
- Mackenzie Air Service (Aircruiser)

  États-Unis
- New York and Suburban Airlines (Airbus)
- United States Army Air Corps (Airbus)

  Mexique
  Philippines

## Exemplaires survivants

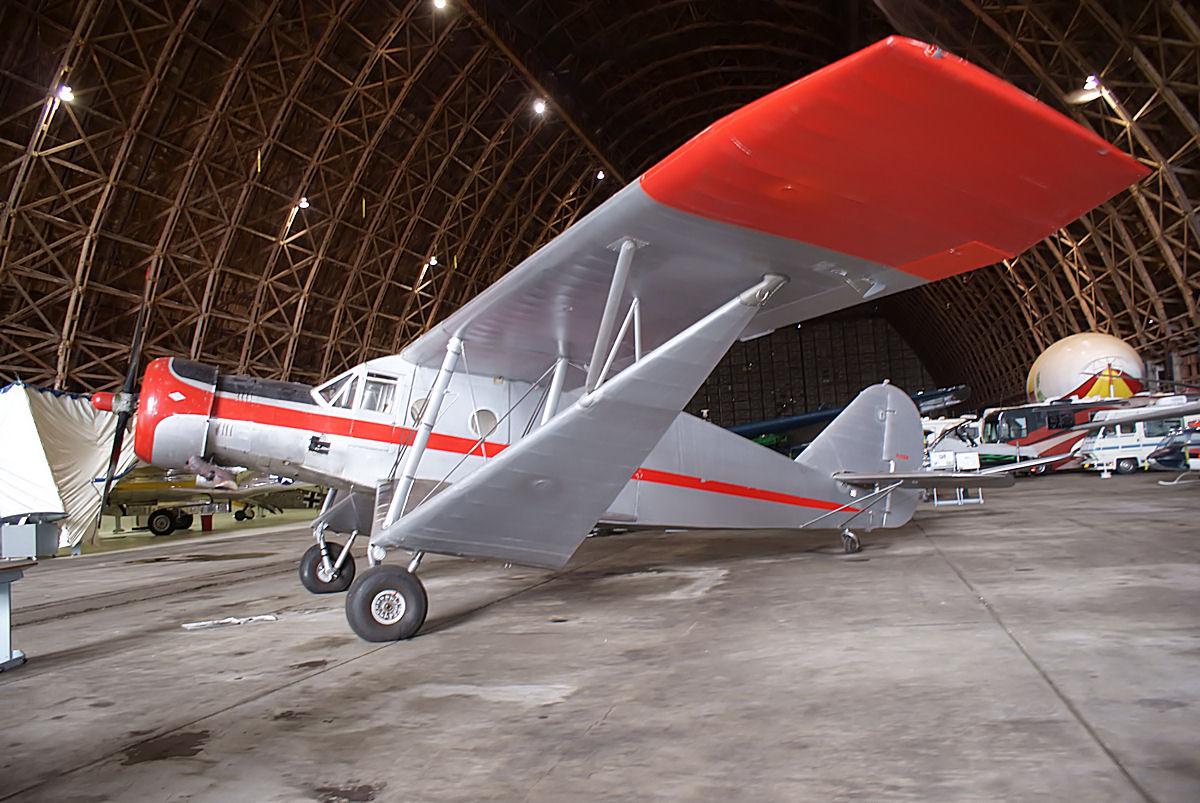
CF-BTW

Le dernier Aircruiser en état de vol, "CF-BTW", un modèle 1938, est maintenant exposé dans la  Erickson Aircraft Collection, à Madras, Oregon.
Un autre Bellanca Aircruiser, "CF-AWR" nommé "Eldorado Radium Silver Express", fabriqué en 1935, est en restauration au Western Canada Aviation Museum, Winnipeg.